# Laurel (Maryland)
Laurel is een plaats (city) in de Amerikaanse staat Maryland, en valt bestuurlijk gezien onder Prince George's County.

## Demografie
Bij de volkstelling in 2000 werd het aantal inwoners vastgesteld op 19.960.
In 2006 is het aantal inwoners door het United States Census Bureau geschat op 21.945, een stijging van 1985 (9.9%).

## Geografie
Volgens het United States Census Bureau beslaat de plaats een oppervlakte van
9,9 km², waarvan 9,8 km² land en 0,1 km² water. Laurel ligt op ongeveer 64 m boven zeeniveau.

## Plaatsen in de nabije omgeving
De onderstaande figuur toont nabijgelegen plaatsen in een straal van 8 km rond Laurel.